# ロンドン日本協会
ロンドン日本協会（ロンドンにほんきょうかい、英: The Japan Society）は、イギリス・ロンドンに本部を置く、日英の交流促進にたずさわる非営利組織。1891年に創設された、ヨーロッパと日本とを結びつける協会としては最も古い組織である。

## 名称
設立以来 The Japan Society of London という名称であったが、1988年に名称から "of London" が外されたため、それ以後の正式名称は The Japan Society である。各国にある類似名称の組織と区別するため The Japan Society of the United Kingdom とも呼ばれる。
協会の公式サイト日本語ページでは「ジャパンソサエティ（日本協会）」「日本協会」の語が用いられている。日本語で「日英協会」と訳されることもあるが、日本にある「一般社団法人日英協会」（The Japan-British Society、1908年設立）とは別組織である。

## 歴史

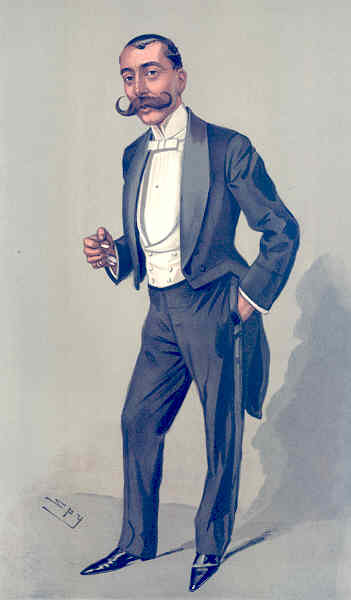
設立者アーサー・ディオシーの戯画（1902年）

1891年9月9日、ロンドンで開かれた「国際東洋学者会議」の日本分科会において、アーサー・ディオシー(Arthur Diósy) が日本研究促進のための協会設立を提案し、可決された。同年12月8日に第1回の設立準備委員会が開かれた。設立準備委員会にはアーネスト・サトウ、ウィリアム・アンダーソン、フランシス・ピゴット、ウィリアム・ガウランド、アルフレッド・イースト、ジェームズ・ロード・ボウズ、アルバート・リチャード・ブラウン、大越成徳らが名を連ねていた。創立総会の開催は1892年4月であったという説もあるが、協会では1891年を設立年としている。
協会の目的は、「日本に関するあらゆる事柄の研究の奨励」であった。初代理事長 (chairman) にはウィリアム・アンダーソンが選出され、会長 (president) には河瀬真孝（駐英日本公使）が就任した。以後、会長職は駐英日本公使（のちに大使）が務めている。
協会の設立者アーサー・ディオシーは、言語に堪能な人物であり、日本語も流暢に話すことができた。ディオシーは『新しい極東 (New Far East)』（1898年）などの著書で日本を紹介するとともに協会の会務に携わり、1901年から1904年まで理事長を、理事長退任後は副会長を務めた。
20世紀に入ると、日本の皇族や名士が英国を訪問した際に、ロンドン日本協会での歓迎を受けることが通例となった。1921年、日本の皇太子裕仁親王（のちの昭和天皇）訪英に際しては、ホテル・セシルにおいて盛大な歓迎パーティーを催している。
1991年9月から4か月間にわたり、協会設立100周年を記念して大掛かりな「ジャパン・フェスティバル」が行われた。海外で行われる日本文化紹介の行事としては最大規模のもので、イギリス各地において、展示会、文楽や歌舞伎、能・狂言といった伝統芸術の公演、現代演劇やミュージカルの公演、オーケストラや演奏家の公演、映画上映、シンポジウム、日本庭園の造園などさまざまなイベントが行われた。中でも、ロイヤル・アルバート・ホールで開催された大相撲のロンドン公演は大きな評判となった。
2007年には、イギリスのチャリティ団体 "Japan21" が協会に統合された。これにより、ロンドン日本協会が行っていたビジネス・学術研究・文化分野での活動に加え、 "Japan21" が行っていた教育および草の根交流活動を引き継ぐこととなった。
協会によれば、個人会員・法人会員をあわせて会員は1000人/組織以上。そのうちの45％が日本人である。

## 関連人物
- フランシス・リンドリー - 駐日英国大使（1931年 - 1934年）、協会理事長（1935年 - 1949年）
- ロバート・クレイギー - 駐日英国大使（1937年 - 1941年）、協会理事長
- ヒュー・コータッツィ - 駐日英国大使（1980年 - 1984年）、協会理事長（1985年 - 1995年）。論文「日本協会百年の歴史」がある
- ジョセフ・ヘンリー・ロングフォード - 協会理事長
- 水鳥真美 - 国連事務総長特別代表（2018年 - ）、協会理事（2015年 - 2018年）。
- ウォルター・ウェストン